# Lingua franca
Lingua franca jest jezik koji uvelike prelazi granice zemlje u kojoj se govori. Pojam dolazi od arapskog naziva za sve zapadne Europljane i križare – Franci. Kako će jezik postati lingua franca ovisi o političkoj i ekonomskoj moći zemlje u kojoj se govori.

## Povijest
U antičkom grčko-rimskom svijetu lingua franca bio je grčki, a u srednjem vijeku na zapadu je tu ulogu imao latinski, to jest u Bizantu grčki. Latinski je u 16. i 17. stoljeću zamijenio španjolski dok njega nije potisnuo francuski. Francuskim se služilo i u diplomaciji sve dok ga u 20. stoljeću nije potisnuo engleski.
Na Starom Istoku neki su od primjera lingua france akadski i aramejski jezik. Od 7. stoljeća primat na Bliskom istoku preuzima arapski čija dominacija traje pola tisućljeća. U Jugozapadnoj i Srednoj Aziji, to jest Indijskom potkontinentu, tijekom kasnog srednjeg i novog vijeka lingua franca bio je perzijski jezik.
Njemački je bio lingua franca u 19. i dijelu 20. stoljeća. Njime se sporazumijevalo u Europi, Americi i Aziji, primjerice u državama kao što su Turska, Rusija i Kazahstan. Bio je jezik fizike, kemije i sociologije. Služio je kao poslovni i politički jezik. Njemački je i danas potreban u filozofiji i teologiji, a njegovo se znanje katkad traži za doktorate.